# Легислатура Аризоны
Легислату́ра шта́та Аризона — законодательный орган, являющийся законодательным собранием штата. Это двухпалатный законодательный орган, состоящий из нижней палаты, Палаты представителей и верхней палаты Сената . Законодательный орган штата, состоящий из 90 депутатов, собирается в Капитолийском комплексе в столице штата - Феникс. Законодательное собрание штата Аризона, созданное Конституцией Аризоны после обретения статуса штата в 1912 году, заседало раз в два года до 1950 года. Сегодня они встречаются ежегодно.
Штат разделен на 30 законодательных округов, каждый из которых избирает одного сенатора и двух представителей. Срок полномочий законодателей ограничен восемью годами подряд, но они могут баллотироваться снова через два года или баллотироваться в другую палату, чем та, в которой они работают.